# ملعب هاردتورم
ملعب هاردتورم (بالإنجليزية: Hardturm)‏ هو ملعب كرة قدم يقع في زيورخ، سويسرا، سوسرا، يتسع لـ 17,666 متفرج. هو الملعب الرسمي لنادي غراسهوبر زيوريخ.

## التاريخ
افتتح الملعب في 1929. تم تجديده في 1934. تم إغلاقه في 1 سبتمبر 2007. في 2008 تم هدم هذا الملعب.

## أهم الأحداث التي استضافها
- كأس العالم لكرة القدم 1954